# متلازمة بالينت
متلازمة بالينت (بالإنجليزية: Bálint's syndrome) هي متلازمة ثلاثية غير شائعة وغير مفهومة بشكل كامل تتضمن اعتلالات نفسية عصبية شديدة مثل: عدم القدرة على إدراك المجال البصري بشكل عام (عمه تعرف الشبيه)، وصعوبة تثبيت العينين (تعذر الأداء الحركي العيني)، وعدم القدرة على تحريك اليد باتجاه جسم محدد اعتمادًا على الرؤية (رنح بصري). سُميت المتلازمة في عام 1909 نسبة لاختصاصي الأمراض العصبية النمساوي الطبيب النفسي ريزو بالينت الذي اكتشفها أول مرة.
تحدث متلازمة بالينت في أغلب الأحيان ببداية حادة نتيجة لهجمتين أو أكثر من السكتات الدماغية في مكان واحد أو أكثر بنفس نصف كرة المخ. وذلك سبب اعتباره مرضًا نادرًا. يُقال أن السبب الأشيع لمتلازمة بالينت هو انخفاض مفاجئ شديد في ضغط الدم، الأمر الذي يؤدي لحدوث احتشاء في المنطقة القذالية الجدارية. نادرًا ما توجد حالات لمتلازمة بالينت في الاضطرابات التنكسية مثل مرض آلزهايمر أو بعض إصابات الدماغ الأخرى على حدود الفص الجداري والجيوب الدماغية القذالية في الدماغ.
قد يؤدي عدم الوعي بهذه المتلازمة إلى تشخيص خاطئ وينتج عن ذلك علاج خاطئ أو غير مناسب. لذلك، يجب أن يكون الأطباء على دراية بمتلازمة بالينت ومسبباتها المختلفة.

## الأعراض
يمكن أن تكون أعراض متلازمة بالينت مهددة للغاية بسبب تأثيراتها على المهارات البصرية المكانية والمسح البصري وآليات الانتباه. نظرًا لأنه يمثل ضعفًا لكل من الوظائف البصرية واللغوية، فإنه يمثل إعاقة كبيرة يمكن أن تؤثر على سلامة المريض حتى في بيئة المنزل الخاصة به، ويمكن أن تجعل الشخص غير قادر على الحفاظ على عمله.
يكون الثالوث الكامل للأعراض في كثير من الحالات: عدم القدرة على إدراك المجال البصري كليًا (عمه تعرف الشبيه)، وصعوبة تثبيت العينين (تعذر الأداء الوظيفي للعين)، وعدم القدرة على تحريك اليد إلى مكان محدد باستخدام الرؤية (ترنح بصري). قد لا تلاحَظ الأعراض حتى يدخل المريض ضمن مرحلة إعادة التأهيل. قد يخطئ المعالجون غير المتطلعين على متلازمة بالينت في تشخيص عجز المريض عن التقدم في أي من علاجات الأعراض هذه، ما يشير ببساطة إلى عدم الاستفادة من العلاج التقليدي الإضافي. تحبط طبيعة كل أعراض متلازمة بالينت تقدم إعادة التأهيل. هناك حاجة إلى مزيد من البحث من أجل تطوير بروتوكولات علاجية تعالج أعراض بالينت بشكل مجموعة؛ لأن الإعاقات متشابكة للغاية.

### عمه تعرف الشبيه
يُعرف عمه تعرف الشبيه بأنه عدم القدرة على إدراك الأحداث أو الأشياء المتزامنة في المجال المرئي. ينظر المصابون بمتلازمة بالينت إلى العالم بطريقة متقطعة، كسلسلة من الأشياء الفردية بدلًا من رؤية المشهد كاملًا.
يعرف هذا الاضطراب المكاني للانتباه البصري بالقدرة على تحديد العناصر الجزئية للمشهد لا المشهد الكلي، باعتباره قيدًا على «واجهة الانتباه المرئية». يربط الناس أعينهم بصور معينة في المشاهد الاجتماعية؛ لأنها تفيد معنى المشهد. أي انتعاش قادم في عمه تعرف الشبيه قد يكون مرتبطًا إلى حد ما بتوسيع النافذة المقلدة التي تميز هذا الاضطراب.
يعرف عمه تعرف الشبيه بأنه عجز بصري عميق. يضعف القدرة على إدراك العناصر المتعددة خلال العرض المرئي، مع الاحتفاظ بالقدرة على التعرف على الكائنات المفردة. تشير إحدى الدراسات إلى أن العمه قد ينتج عن شكل شديد من التنافس بين الأجسام، ما يصعّب الانتباه وفك الارتباط عن كائن ما بمجرد اختياره. يمتلك المرضى الذين يعانون من عمه تعرف الشبيه واجهة مكانية مقيدة من الاهتمام البصري، ولا يمكنهم رؤية أكثر من كائن واحد في نفس الوقت. يرون عالمهم بطريقة متقطعة. لذلك، يختارون كائنًا واحدًا، أو حتى مكونات كائن ما، دون أن يتمكنوا من رؤية «الصورة الكبيرة الشاملة».
أكدت دراسة اختبرت مباشرة العلاقة بين «تقييد نافذة الانتباه في عمه تعرف الشبيه» مقارنة مع «رؤية المشاركين الأصحاء والحدود الطبيعية للمعالجة البصرية» القيود المفروضة على المرضى الذين يعانون من عمه تعرف الشبيه. هناك أدلة كبيرة على انقسام قشرة الشخص بشكل أساسي إلى مجريين وظيفيين: المسار القذالي الجداري الأمامي الذي يعالج «حيثية» المعلومات، والمسار القذالي الصدغي الأمامي الذي يوفر معلومات «ماهية» الفرد.

### تعذر الأداء الحركي العيني
أشار بالينت إلى هذا باسم «الشلل النفسي للبصر»، عدم القدرة على توجيه حركات العين بشكل طوعي، والتحول إلى موقع جديد وتثبيت البصر. أحد الأعراض الرئيسة لفقدان القدرة على الحركة هو عدم قدرة الشخص على التحكم بحركات العين. ومع ذلك، عادة لا تتأثر حركات العين العمودية. على سبيل المثال، غالبًا ما يجدون صعوبة في تحريك أعينهم في الاتجاه المطلوب. وبعبارة أخرى، فإن (حركات العين السريعة) تكون غير طبيعية. لهذا السبب، فإن معظم المرضى الذين يعانون من تعذر الأداء العيني يضطرون لتحريك رؤوسهم من أجل متابعة الأشياء القادمة من الأطراف.

### الرنح البصري
الرنح البصري: هو عدم القدرة على تنسيق حركة اليدين مع المعلومات المرئية، إذ لا يمكن تفسير حدة العجز الحركي أو الجسدي أو عجز المجال البصري. يشاهد الرنح البصري في متلازمة بالينت إذ يتصف بضعف تنسيق التحكم البصري عند محاولة وصول الذراع نحو الهدف البصري، ويصحب بتوجيه خاطئ لليد. يعتبر الرنح البصري اضطرابًا محركًا محددًا، بغض البصر عن سوء فهم الفضاء البصري.
يُعرف الرنح البصري أيضًا باسم الفهم الخاطئ أو عسر القراءة، أما العجز الثانوي فيعرف باسم العجز البصري الإدراكي. من المحتمل أن يعاني المريض المصاب بمتلازمة بالينت من ضعف في تنسيق حركات اليد تحت التوجيه البصري، بالرغم من قوة الأطراف الطبيعية. يتعذر على المريض التقاط أي شيء أثناء النظر إلى الكائن، بسبب عدم اتساق حركة العين واليد.

يشير خلل التعرف إلى ضعف تنسيق الحركة، ويتضح عند الإسقاط أو تخطي الموضع المقصود باليد أو الذراع أو الساق أو العين. يوصف أحيانًا بأنه عدم قدرة الحكم على المسافة أو القياس.
«ومثلما يقول بالينت، فإن رنح العصب البصري يضعف من الأنشطة اليومية لمريضه، على سبيل المثال «أثناء قطع شريحة من اللحم ... سيحمل شوكة في يده اليسرى، ... ويبحث عن قطعة اللحم خارج الطبق مع إمساكه السكين بيده اليمنى» أو «أثناء إشعال سيجارة، غالبًا ما يشعل وسط السيجارة وليس نهايتها». أشار بالينت إلى الطبيعة المنهجية لهذا الاضطراب، الذي يكون واضحًا في سلوك المريض عند البحث في الفضاء. وهكذا، عندما يطلب منه إدراك الأشياء المعروضة بيده اليمنى، فإنه سيفتقدها بانتظام، ولن يجدها إلا عندما تلمسها يده». 
تتغير قدرة الوصول للمريض أيضًا، بالإضافة لاستغراقه وقتًا أطول من أجل الوصول إلى كائن ما. تكون قدرتهم على فهم الكائن ضعيفة أيضًا. يتدهور أداء المريض بدرجة أكبر عندما يُمنع من رؤية اليد أو الهدف.

## السبب
عادةً ما تحدث الصعوبات البصرية في متلازمة بالينت بسبب تلف الفصوص القذالية على جانبي المخ. الفص الجداري هو المنطقة الوسطى من الجزء العلوي من الدماغ والفص القذالي هو الجزء الخلفي من الدماغ، (لا تؤثر المتلازمة عادة على الفص الصدغي).